# Eugenio Monti
Pour les articles homonymes, voir Monti.
Eugenio Monti, né le 23 janvier 1928 à Toblach, dans la province de Bolzano, dans le Trentin-Haut-Adige, et mort le 1er décembre 2003 à Belluno, est un bobeur (au poste de pilote) italien qui a pris part aux compétitions dans les années 1950 et 1960.
Il est l'un des bobeurs les plus performants de l'histoire de ce sport. Aligné en bob à 4 et en bob à 2, il compte dans son palmarès six médailles olympiques et dix médailles aux championnats du monde au cours de sa carrière. Il est également le premier athlète à remporter une médaille Pierre de Coubertin pour son fair-play lors des Jeux olympiques d'hiver de 1964 à Innsbruck (Autriche).

## Biographie
Né à Dobbiaco, Eugenio Monti (surnommé le « rouquin volant ») s'illustre d'abord en ski alpin dans sa jeunesse mais un accident en montagne en 1951 qui altère les ligaments de ses genoux le contraint à mettre un terme à sa carrière dans ce sport. Il décide alors de s'exercer au bobsleigh où très rapidement il s'illustre en remportant le championnat italien en 1954. Il participe ensuite aux Jeux olympiques d'hiver de 1956 à Cortina d'Ampezzo où il remporte deux médailles d'argent (une en bob à 2, l'autre en bob à 4) puis son premier titre aux championnats du monde en 1957 en bob à 2 (et une médaille d'argent en bob à 4). Il ne prend part aux Jeux olympiques d'hiver de 1960 à Squaw Valley en raison de l'absence d'une piste de bobsleigh décidée par les organisateurs soucieux de faire des économies.
Aux Jeux olympiques d'hiver de 1964 à Innsbruck, Monti réalise le meilleur temps de la première manche mais apprenant que les bobeurs anglais (Tony Nash et Robin Dixon) avaient cassé un écrou de leur engin, il leur donne le sien. Les Anglais remportent le titre olympique, Monti termine troisième avec son coéquipier. La presse transalpine critique alors le geste de Monti auquel il répond que « Nash n'a pas gagné parce que je lui ai donné un écrou. Il a gagné parce qu'il a effectué la course la plus rapide ». Il ne s'agit pas du seul geste fair play de Monti puisqu'en bob à 4, ce sont les Canadiens qui ont été dépannés par Monti et ses mécaniciens en raison d'une casse dans leur engin et auraient été disqualifiés si ces derniers ne les avaient pas aidés. Une fois leur engin réparé, les Canadiens remportent la course. Pour tout cela, Monti reçoit la médaille Pierre de Coubertin, signe de sa générosité et de son fair-play.
Aux Jeux olympiques d'hiver de 1968 à Grenoble, Monti (âgé de 40 ans) devient double champion olympique en bob à 2 (associé à Luciano de Paolis) et bob à 4 (seule l'Allemagne a réussi pareille performance). Après cette victoire, il reçoit l'Ordre du Mérite de la République italienne et prend sa retraite sportive dans sa station de Cortina.
Atteint de la maladie de Parkinson, Monti se suicide avec un coup de revolver dans la tête en décembre 2003.
La piste de bobsleigh de Cortina d'Ampezzo porte désormais son nom tout comme le virage 19 de la piste Cesana Pariol, construite à l'occasion des Jeux olympiques d'hiver de 2006.

## Hommage
Le 7 mai 2015, en présence du président du Comité national olympique italien (CONI), Giovanni Malagò, a été inauguré  le Walk of Fame du sport italien dans le parc olympique du Foro Italico de Rome, le long de Viale delle Olimpiadi. 100 tuiles rapportent chronologiquement les noms des athlètes les plus représentatifs de l'histoire du sport italien. Sur chaque tuile figure le nom du sportif, le sport dans lequel il s'est distingué et le symbole du CONI. L'une de ces tuiles lui est dédiée .

## Palmarès
| Événement/Année | Événement/Année | 1956 | 1957 | 1958 | 1959 | 1960 | 1961 | 1962 | 1963 | 1964 | 1965 | 1966 | 1967 | 1968 |
| Jeux olympiques | bob à 2         | 2e   | -    | -    | -    | -    | -    | -    | -    | 3e   | -    | -    | -    | 1er  |
| Jeux olympiques | bob à 4         | 2e   | -    | -    | -    | -    | -    | -    | -    | 3e   | -    | -    | -    | 1er  |
| Champ. monde    | bob à 2         | -    | 1er  | 1er  | 1er  | 1er  | 1er  | -    | 1er  | -    | -    | 1er  | -    | -    |
| Champ. monde    | bob à 4         | -    | 2e   | -    | -    | 1er  | 1er  | -    | -    | -    | -    | -    | -    | -    |